# Wilfried Martens
Wilfried Martens (pronunciació neerlandesa: [β̞ɪlfɾi mɑɾtəns ˑ t]), (Sleidinge, Flandes Oriental, Flandes, Bèlgica, 19 d'abril de 1936 – Lokeren, Bèlgica, 9 d'octubre de 2013) fou un polític belga.

## Formació
Martens té un doctorat en Dret, un títol en estudis notarials, així com un batxillerat en filosofia tomista de la Universitat Catòlica de Lovaina. També va estudiar ciències polítiques internacionals a la Universitat Harvard. Ha exercit l'advocacia al Tribunal d'Apel·lació de Gant.

## Política
Martens va ésser President del Partit Cristià Popular flamenc (CVP) entre 1972 i 1979 rellevant Robert Vandekerckhove, fou diputat a la Cambra de Representants de Bèlgica (Parlament Federal) entre 1974 i 1991, i senador de 1991 al 1994.
Va ser cofundador del Partit Popular Europeu (PPE) el 1976 i ha estat president del PPE des de 1990. Des de 1993 va ser president de la Unió Europea Demòcrata Cristiana (UEDC), fins a la seva fusió amb el Grup del PPE el 1996. Martens també va negociar amb el polític conservador finès Sauli Niinistö la fusió de la Unió Demòcrata Europea (UDE) al PPE (oficialment va concloure el 2002). A partir de 1994 fins al 1998, va ser membre del Parlament Europeu, i president del grup parlamentari del PPE. Des d'octubre de 2000 fins a novembre de 2001 va ser també president de la Internacional Demòcrata Cristiana (IDC).
Va tornar a la política belga, el 22 de desembre de 2008 per tal de contribuir a posar fi a la crisi política del país, que finalment se saldà amb la dimissió del primer ministre Yves Leterme.

## Primer ministre
Martens ha estat Primer Ministre de Bèlgica entre 1979 i 1992, excepte durant un període de vuit mesos el 1981, quan el càrrec va ser ocupat pel seu company de partit Mark Eyskens.
Després de les eleccions legislatives belgues de 1978 es va formar un govern de transició encapçalat per Paul Vanden Boeynants fins que es va formar el 3 d'abril de 1979 el primer govern encapçalat per Wilfried Martens, format pel Partit Cristià Popular flamenc (CVP), el Partit Socialista francòfon (PS), el Partit Socialista flamenc (SP), el Partit Social Cristià való (PSC) i el Front Democràtic dels Francòfons (FDF) i que va caure el 23 de gener de 1980 quan el FDF va abandonar el govern.
El segon govern de Martens el va formar el 23 de gener de 1980 la coalició entre CVP, PS, SP i PSC i va caure el 18 de maig de 1980 quan alguns dels senadors del CVP es van negar a votar a favor de la reforma de l'Estat al·legant que 2 representants del FDF dels afores de Brussel·les podien seure al Consell Regional de Brussel·les.
El 18 de maig de 1980 es va formar un nou govern d'unitat nacional entre CVP, PS, PS, SP, Partij voor Vrijheid en Vooruitgang (PVV) i Parti Réformateur Libéral (PRL) que per la llei especial del 8 d'agost va transferir les competències de la Regió Flamenca a la Comunitat Flamenca de Bèlgica, mentre els francòfons mantindrien la Comunitat Francesa de Bèlgica dividida en dues regions político-administratives: la Regió Valona i Brussel·les-Capital.
El govern implosionà una vegada més i deixant pas al quart govern de Martens el 22 d'octubre de 1980 entre CVP, PSC, PS, SP amb 31 de març de 1981, però finalment l'1 d'abril de 1981 Martens va presentar la renúncia pel veto socialista a les mesures d'austeritat proposades.
L'abril de 1981 Mark Eyskens va esdevenir primer ministre d'un govern de coalició entre Christen-Democratisch en Vlaams (CD&V) i socialistes però el 21 de setembre, el govern va caure després d'una disputa sobre el finançament de la indústria de l'acer de Valònia.
Després de les eleccions de 1981 es va formar el cinquè govern encapçalat per Martens, compost aquest cop per CVP, PVV, PRL i PSC, que va signar  el 14 de juny de 1985 els acords de Schengen i l'Acta Única Europea el 17 de febrer de 1986.
La coalició es renovà després de eleccions legislatives belgues de 1985. Després de l'afer José Happart a Voeren, el primer ministre va presentar la dimissió el 14 d'octubre de 1986. La crisi es va evitar amb el sacrifici de Charles-Ferdinand Nothomb (PSC) però la qüestió no es va resoldre i finalment va conduir a la dimissió del govern un any després, el 21 d'octubre de 1987, i el govern va ser nomenat de nou amb poders limitats amb vista a noves eleccions i una nova reforma de l'estat.

## Després de la política
Entre les nombroses distincions nacionals i internacionals, va ser honrat el 1998 amb el Premi Carles V per la seva contribució a la Unió Europea.
Morí el 9 d'octubre de 2013, a la ciutat belga de Lokeren, als setanta-set anys.

## Vida privada
Martens té cinc fills: dues del seu primer matrimoni amb Lieve Verschroeven (Kris i Anne) i tres amb Ilse Schouteden (Sara, Sofia i Simon) que va conèixer el 1988 mentre treballava com ajudant el seu gabinet. Després del naixement dels seus bessons el 1997 es van casar el 13 de novembre de 1998. Ilse Schouteden té un fill del seu matrimoni anterior. El 2007 es va divorciar de la seva segona dona. El 27 de setembre de 2008 es va casar amb la seva examant de la dècada de 1970 Miet Smet, una antiga ministra belga. Era el seu tercer matrimoni, i el primer de Smet.

## Obra destacada
- Europa: lluitar i vèncer, 2008, traduït al català el 2011 per Zahara Garcia Gonzàlez i Andreu Barnils.[10] títol inspirat en el lema de Zelanda Luctor et emergo.